# Kamienica Elbląska
Kamienica Elbląska – nieofic. osada wsi Kamionek Wielki w Polsce położona w województwie warmińsko-mazurskim, w powiecie elbląskim, w gminie Tolkmicko.
W osadzie jest przystań morska.
Osada położona jest na obszarze Parku Krajobrazowego Wysoczyzny Elbląskiej i nad Zatoką Elbląską. Kamienica Elbląska leży na trasie nadzalewowej linii kolejowej Elbląg-Frombork-Braniewo (obecnie zawieszonej) i przy drodze wojewódzkiej nr 503.
Osada wchodzi w skład sołectwa Kamionek Wielki.
W latach 1975–1998 miejscowość administracyjnie należała do województwa elbląskiego.